# Hans Staub (Romanist)
Hans Staub  (* 27. Februar 1931 in Basel; † 25. März 2022) war ein Schweizer Romanist, Komparatist, Literaturwissenschaftler und Übersetzer, der in Deutschland wirkte.

## Leben und Werk
Staub wurde 1958 an der Universität Zürich bei Emil Staiger promoviert mit der Dissertation Laterna Magica. Studien zum Problem der Innerlichkeit in der Literatur: Kierkegaard, Moritz, Jean Paul, Nerval, Proust, Rilke (Zürich 1960) und habilitierte sich 1966 ebenda bei Georges Poulet mit der Schrift Le curieux désir. Scève et Peletier du Mans poètes de la connaissance (Genf 1967). Er war von 1967 bis 1989 ordentlicher Professor für romanische Philologie an der Albert-Ludwigs-Universität Freiburg. Zu seinen Schülern gehört Frank-Rutger Hausmann.

## Werke
- (Übersetzer mit Bernhard Böschenstein und Peter Szondi) Paul Valéry, Windstriche [Tel Quel]. Aufzeichnungen und Aphorismen, Wiesbaden 1959, Neuauflage Berlin 2017
- (Übersetzer) Michel de Montaigne, Von der Freundschaft, Wiesbaden 1960
- (Übersetzer) Jean Starobinski, Die Erfindung der Freiheit, 1700 – 1789, Genf 1964, Frankfurt am Main 1988
- (Übersetzer) Georges Duby, Die Grundlegung eines neuen Humanismus 1280 – 1440, Genf 1966
- (Hrsg.) Maurice Scève, Oeuvres poétiques complètes, Paris 1971 (Vorwort von Georges Poulet)
- (Hrsg. mit Frank-Rutger Hausmann und Elisabeth Mandelsloh) Französische Poetiken, 2 Bde., Stuttgart 1975–1978
- (Hrsg. und Übersetzer) Poesie der Welt. Renaissance Sonette, Berlin 1980
- (Übersetzer mit Anne Roehling) Stéphane Mallarmé, Poésies. Gedichte französisch-deutsch, Stuttgart 2010 (Nachwort von Yves Bonnefoy)